# Vakációi Levél
Vakációi Levél – Szatmárnémetiben, a szatmári jezsuita rendház kiadásában 1926–27-ben megjelent időszaki kiadvány. Szerkesztője P. Olasz Péter, oldalain Bélteky László, Karácsonyi János, Pakocs Károly, Petres Kálmán írásaival.